# شاروناس بارتاس
شاروناس بارتاس (لیتوانیایی: Šarūnas Bartas؛ زادهٔ ۱۶ اوت ۱۹۶۴) کارگردان فیلم، فیلم‌نامه‌نویس، تهیه‌کننده فیلم و فیلم‌بردار صحنه اهل لیتوانی است. وی از سال ۱۹۸۶ میلادی تاکنون مشغول فعالیت بوده‌است. از فیلم‌هایی که وی در آن نقش داشته‌است، می‌توان به پولا ایکس اشاره کرد.